# Arthonia diploiciae
Arthonia diploiciae är en lavart som beskrevs av Calat. & Diederich. Arthonia diploiciae ingår i släktet Arthonia och familjen Arthoniaceae.   Inga underarter finns listade i Catalogue of Life.